# 가스트롭니르
가스트롭니르(고대 노르드어: Gastropnir)는 노르드 신화에서 멩글로드가 다스리는 곳이다.
가스트롭니르가 언급되는 문헌은 〈푤스빈느가 말하기를〉이다. 여기서 스비프다그가 임무를 수행하기 위해 멩글로드를 찾아간다. 스비프다그는 멩글로드의 거처를 둘러싼 벽의 문 앞까지 와서 푤스비두르라는 문지기를 만난다. 스비프다그는 푤스비드와 대화를 나누면서 그에게 이 벽의 이름이 무엇이냐고 묻는다. 푤스비드는 벽의 이름은 가스트롭니르이고 자신이 레리르브리미르의 팔다리를 재료 삼아 쌓았다고 대답한다.